# Banyu Urip (Sawahan)
Banyu Urip is een bestuurslaag in het regentschap Soerabaja van de provincie Oost-Java, Indonesië. Banyu Urip telt 32.877 inwoners (volkstelling 2010).